# سربه‌مهر
سر به مُهر نام فیلمی به تهیه‌کنندگی محمدرضا شفیعی و کارگردانی هادی مقدم‌دوست محصول سال ۱۳۹۱ است.
در این فیلم، لیلا حاتمی ،آرش مجیدی و خاطره اسدی به ایفای نقش پرداختند. این فیلم اولین بار در سی و یکمین جشنواره بین‌المللی فیلم فجر به نمایش درآمده است.
پخش این فیلم را سازمان توسعه سینمایی سوره بر عهده گرفت.

## خلاصه
داستان یک دختر تنها و خسته که زندگی خود را در وبلاگ خود می‌نویسد و توسط برادر دوستش از او خواستگاری می‌شود و صحبت‌های اولیه ازدواج را انجام می‌دهند. او که نماز نمی‌خوانده بنا به شرایط زندگی شروع به خواندن نماز کرده و الان شهامت اینکه به خواستگارش نماز خواندن خود را بگوید ندارد و خجالت می‌کشد ولی در آخر فیلم بازگو می‌کند.
انتخاب نام سر به مهر برای این فیلم دارای ایهام (با ابهام اشتباه نشود) است که هم اشاره به نماز خواندن دارد و هم اشاره به این راز که تا آخر فیلم پنهان باقی می‌ماند.

## بازیگران
- آرش مجیدی - حامد
- لیلا حاتمی - صبا ارجمندی
- خاطره اسدی - لیلا
- سمیرا مسلمی

مهسا طهماسبی

## افتخارات
در دومین جایزه گفتمان انقلاب اسلامی به عنوان فیلم شایسته تقدیر انتخاب شد.
فیلم «سر به مهر» توانسته بود سیمرغ بلورین بخش کارگردانی نگاه نو -مسابقه فیلمسازان اول را توسط هادی مقدم دوست دریافت کند.
هیأت داوران بخش مسابقه مواد تبلیغاتی سی و دومین جشنواره بین‌المللی فیلم فجر، دیپلم افتخار را به حسین جمشیدی گوهری و محمد شاه‌حسینی برای ساخت نمونه‌فیلم «سر به مهر» اهدا کرد و مانی حقیقی سیمرغ بلورین و جایزه نقدی جشنواره را برای ساخت نمونه‌فیلم «پذیرایی ساده» از آن خود کرد.